# Ordine della croce croata
L'Ordine della croce croata è un'onorificenza concessa dalla repubblica di Croazia. È il quattordicesimo ordine statale di benemerenza.

## Storia
L'Ordine è stato fondato il 10 marzo 1995.

## Classi
L'Ordine dispone dell'unica classe di Cavaliere/Dama di Gran Croce.

## Insegne
- Il  nastro è scaccato di rosso e bianco a riprendere lo stemma nazionale croato.